# Después del banquete
Después del banquete (japonés: 宴のあと, Utage no ato) es una novela del escritor japonés Yukio Mishima editada en 1960. Destaca por abordar en la trama los conflictos y relaciones surgidos en la edad adulta, la decadencia en las formas y modos del hacer político o la angustia ante la soledad.

## Sinopsis
Kazu es la dueña del Setsugoan un prestigioso restaurante de Tokio cuyos principales clientes son los más distinguidos. La mujer, de mediana edad, se codea con la flor y la nata de la política japonesa del Partido Conservador. Ese estatus le garantiza una buena vida y le permite desempeñar sus encantos personales de mujer de campo. Cierto día un grupo de ex-embajadores reservan una cena. Allí conocerá a Noguchi, antiguo embajador en países europeos, del Partido Radical. Noguchi y Kazu no podían ser más distintos. Ella es una mujer ostentosa, válida y de sentimientos florecientes. Él es un señor metódico, de costumbres austeras y profunda introversión. De algún modo ambos encuentran un punto de equilibrio en sus modos de ser para entablar una relación seria. Lo que les espera sin embargo está lejos de ser una relación convencional. Especialmente cuando Noguchi se postula como gobernador de Tokio.

## Polémica
Publicado inicialmente en 1960 bajo el título original Utage no ato, la revista The New Yorker la calificó en 1963 (tras la publicación de la edición traducida al inglés por Donald Keene) como "el mejor y más profundo libro que Mishima ha escrito hasta el momento en su, de hecho, distinguida carrera". 
En una crítica retrospectiva publicada en The Japan Times por Iain Moloney se incide en el hecho de que "parece extraño que un libro tan inocuo como Después del banquete pudiera haber tenido tanto impacto". Ello hacía referencia al juicio interpuesto por Hachirō Arita, político y diplomático japonés, contra Mishima alegando que la publicación del libro violaba su privacidad. La Corte de Justicia de Tokio el 28 de septiembre de 1964 falló a favor de Arita en la que sería la primera ocasión en que la justicia japonesa reconoció el derecho a la privacidad. El caso generó gran repercusión debido a la celebridad de los litigantes y al fallo en sí mismo.